# Tellina texana
Tellina texana är en musselart som beskrevs av Dall 1900. Tellina texana ingår i släktet Tellina och familjen Tellinidae. Inga underarter finns listade i Catalogue of Life.